# Undertale Yellow
Undertale Yellow — рольова відеогра, випущена на Game Jolt для Microsoft Windows 9 грудня 2023 року. Гра, розроблена командою Team Undertale Yellow як створений фанатами приквел до Undertale, розповідає про Кловера, який володіє жовтою душею з Undertale, він подорожує незнайомим йому шляхом, щоб повернутися на поверхню.

## Геймплей
Undertale Yellow — це рольова гра, яка використовує подібну ігрову механіку з Undertale. Гравець керує хлопчиком, який потрапляє в Підземелля, величезний підземний ландшафт, наповнений монстрами. Подібно до Undertale, він досліджує різні місця, зустрічається з кількома персонажами та розгадує головоломки на шляху до замку короля Азгора. Разом із знайомими локаціями та персонажами від свого попередника, гра демонструє багато оригінальних локацій та монстрів. Крім того, на його історію, діалоги та складність впливають рішення гравця вбити або пощадити монстрів, з якими він стикається.
Однією з ключових відмінностей між Undertale Yellow і його попередником є ігровий персонаж, маленький хлопчик на ім’я Кловер, який втілює рису «справедливості». На відміну від Undertale, де персонаж може вільно змінювати свою екіпіровку, Кловер постійно носить ковбойський капелюх і револьвер. Виходить що гравець повинен використовувати різні типи боєприпасів і аксесуарів для посилення як атаки, так і захисту. Крім того, Кловер має можливість бігати по підземному світу за допомогою клавіші «Shift» або «X», тоді як персонаж в Undertale може лише ходити.
Протягом своєї подорожі гравець бере участь у покрокових битвах з монстрами. Під час ходу супротивника гравець контролює маленьке серце, яке представляє душу Кловера, щоб уникати атак bullet hell. Деякі битви з босами вводять тимчасові режими, які змінюють рух і здібності душі. Якщо гравець програє босу, він може відразу повторити спробу на екрані Game Over. У свій хід гравець може вибрати з опцій FIGHT (БІЙ), ACT (ДІЯ), ITEM (РЕЧІ) і MERCY (ПОЩАДА), кожна з яких функціонує подібно до Undertale. Однак, коли вибрано FIGHT (БІЙ), з’являється мішень для стрільби, і гравець повинен натиснути кнопку за певний час, щоб контролювати нанесення шкоди.

## Сюжет
Події Undertale Yellow відбуваються у світі Undertale, де монстри були запечатані під горою Еботт після поразки у війні проти людей. Азгор, король монстрів, зібрав п'ять із семи людських душ, необхідних для подолання бар'єру на поверхню. Історія починається, коли Кловер, людська дитина, піднімається на гору, щоб знайти п’ятьох зниклих людей. Стрибнувши в підземелля, царство монстрів, він зустрічає співчутливого монстра на ім’я Торіель. В кімнаті з перемикачами, один із перемикачів головоломки дає збій, відправляючи Кловера у Темні Руїни. Тепер наодинці він зустрічає Флауї, розумного квітика, який дає поради з механіки гри та радить Кловеру вирушити в подорож до замку Азгора. Потім він дозволяє Кловеру використовувати свою здатність, щоб зберегти гру, зберігаючи прогрес на цьому шляху.
Подорожуючи підземеллям, Кловер досліджує різні локації та стикається з численними монстрами. У Темних руїнах він зустрічає вампіроподібного монстра на ім’я Далв, з дому якого є вихід до лісу Сноудіна. Покинувши Руїни, він зустрічає Мартлет, птахоподібного члена Королівської гвардії. Кловер використовує пліт Мартлет для подорожі від Сноудіна до Хотленду, найближчої до замку Азгора локації. Однак зіткнення з перешкодою відправляє його у схожі на пустелю Дюни. У місті під назвою Дикий Схід він зустрічає Старло, міського зіркоголового шерифа, і Церобу, монстра, схожого на кіцуне і друга дитинства Старло. Перебуваючи там, він дізнається про покійного чоловіка Цероби, Чуджина, та їхню дочку Канако, причому остання зникла. Кловер перемагає Старло в бою, а потім він потрапляє на покинуте підприємство, відоме як Steamworks, де живе ворожий робот на ім’я Аксіс, через якого він повинен пройти щоб дістатися до Хотленду. Разом із багатьма іншими, які з’являються під час його подорожі, кожен монстр вступає в битву з Кловером, надаючи йому вибір: убити або пощадити.
Історія гри розходиться залежно від того, як гравці справляються зі зустрічами з монстрами. Вибір убити деяких, але не всіх монстрів призводить до «нейтральної» кінцівки. Після проходження Steamworks і перемоги над роботом Аксіс в одиночку, Кловер отримує листа від Мартлет, щоб зустрітися на даху UG Apartments у Хотленді. Там вона пропонує йому залишитить в Підземеллі, уникаючи конфронтації з Азгором. Коли Кловер майже погоджується, Флауї вбиває їх обох, розлючений тим, що його план дістатися до короля провалився. Розкривши його справжню сутність, він зізнається, що був свідком того, як Кловер залишався або помирав в підземеллі в кожній попередній лінії часу. Щоб змінити хід його історії, Флауї переналаштував перемикач у Руїнах перед прибуттям Кловера. Кошмарна послідовність босів розгортається в голові Кловера, коли Флауї намагається поглинути його душу. Однак Флауї зрештою набридає бій, посилаючись на відмову Кловер здатися; він скидає часову лінію на самий початок, сподіваючись, що Кловер досягне кращого кінця в наступному заході, і гра раптово закінчується.
Другий вибір не вбивати жодного з монстрів призводить до «пацифістської» кінцівки. Цероба розкриває, що Канако «впала» в коматозний стан. Тіло Канако знаходиться в лабораторії королівської вченої Альфіс, що знаходиться в Хотленді. Стверджуючи, що це найшвидший маршрут, Цероба супроводжує Кловера через Steamworks; працюючи разом, вони просуваються локацією та мирно підкорюють робота Аксіс. З’являється Старло, який ставить під сумнів мотиви Цероби, через що вона в паніці втікає, несвідомо залишивши Кловера. Коли Кловер і Мартлет досліджують її дім, вони виявляють спробу Чуджіна створити сироватку, що зміцнює душу, використовуючи душі людей та «боса-монстра», розкриваючи план Цероби вдосконалити її за допомогою душ Кловера і Канако. Після зустрічі на даху UG Apartments вони прямують до Нового Дому, де знаходяться Цероба та Старло. Цероба, відправивши у несвідомість двох інших монстрів, атакує Кловер у фінальній битві. Спогади в середині битви показують, що Канако впала після того, як переконала Церобу випробувати на ній сироватку. Зазнавши поразки, Цероба безнадійно падає і просить Кловера добити її.
Якщо гравці вбивають Церобу, Старло висловлює свою образу на Кловер перед тим, як піти, і Мартлет супроводжує Кловера до тронного залу замку; гра закінчується тим, що Азгор забирає його душу в битві. В іншій кінцівці, пощада Цероби спонукає її висловити каяття у своїх діях перед тим, як примиритися з групою; гра закінчується тим, що Кловер вирішує пожертвувати своєю душею, щоб допомогти звільнити монстрів. В останній кінцівці з’являється сцена в середині титрів, де Далв, Мартлет, Старло та Цероба пускають капелюх Кловера і револьвер на пліт у Водоспаді, який в кінці викидає предмети на сміттєзвалищі.
І на останок, вбивство кожного монстра, з яким можна битися, в основному через гринд, призводить до кінцівки «Геноциду» або «Без милосердя». Оскільки Кловер стає все більш жорстоким і агресивним, історія гри набуває темного повороту. Знищивши всіх ворогів в боях, Кловер змушує Мартлет втікти, після чого він сам сяде на пліт. У Дюнах він насмерть застрелив Старло в дуелі та вбив Церобу, коли вона намагалася помститися за нього. У Steamworks він тероризує робота Аксіс, перш ніж знищити його потужним вистрілом з свого револьвера. На даху UG Apartments Мартлет перетворюється на могутню істоту за допомогою сироватки з лабораторії Альфіс, намагаючись зупинити Кловера. Після того, як Мартлет помирає та тане через побічні ефекти сироватки, Флауї, здається, злиться на Кловер за його дії, але випадково виявляє його бажання вкрасти людські душі. Завдяки новій силі Кловер перекриває здатність Флауї врятуватися, запобігаючи його втечі, і вбиває його. Увійшовши в тронний зал замку, Кловер миттєво перемагає Азгора потужним променем, випущеним з його душі. Гра закінчується тим, що Кловер поглинає душу короля, що дозволяє йому пройти крізь бар’єр із п’ятьма людськими душами. Враховуючи суворість подій цієї кінцівки, вона єдина повністю несумісна з каноном Undertale.

## Розробка
Undertale Yellow розроблялася протягом семи років після того, як Тобі Фокс, розробник Undertale, схвалив її розробку після контакту з Team Undertale Yellow. Ця гра створена за допомогою рушія GameMaker Studio та спочатку вона була задумана письменником і композитором MasterSwordRemix. Офіційний анонс гри відбувся в квітні 2016 року разом із трейлером, створеним Figburn, та запланованою датою виходу «незабаром». З тих пір команда розробників гри швидко розширилася, до неї приєдналося більше аніматорів, художників, композиторів і письменників, які зрештою сформували команду з понад двадцяти осіб. Undertale Yellow Soundtrack містить 135 оригінальних треків, деякі з яких засновані на композиціях Undertale. Хоча спочатку планувалося, що реліз гри відбудеться взимку 2022 року, зрештою гра була випущена безкоштовно 9 грудня 2023 року.

## Сприйняття
Гру дуже очікували користувачі YouTube і вона отримала позитивні відгуки після її виходу. Вілл Нельсон з PCGamesN порекомендував гру шанувальникам Undertale, зазначивши, що Тобі Фокс почав із фанатської гри EarthBound, і висловив, що «бачити, як інша група розробників завершує своє коло... це не що інше, як вражаюче.».